# Ceraclea maccalmonti
Ceraclea maccalmonti is een schietmot uit de familie Leptoceridae. De soort komt voor in het Nearctisch gebied.